# Dinodontosaurus
Dinodontosaurus là một chi động vật ăn cỏ đã sinh sống ở châu Mỹ vào kỷ Trias. 
Loài động vật này có thân, nanh của hà mã và miệng của một con rùa. Loài ăn cỏ này có thân dài đến 2,4 m và nặng vài trăm pound.
Chúng sinh sống vào giai đoạn Giữa Triat và biến mất vào giai đoạn cuối Triat.

## Hình ảnh

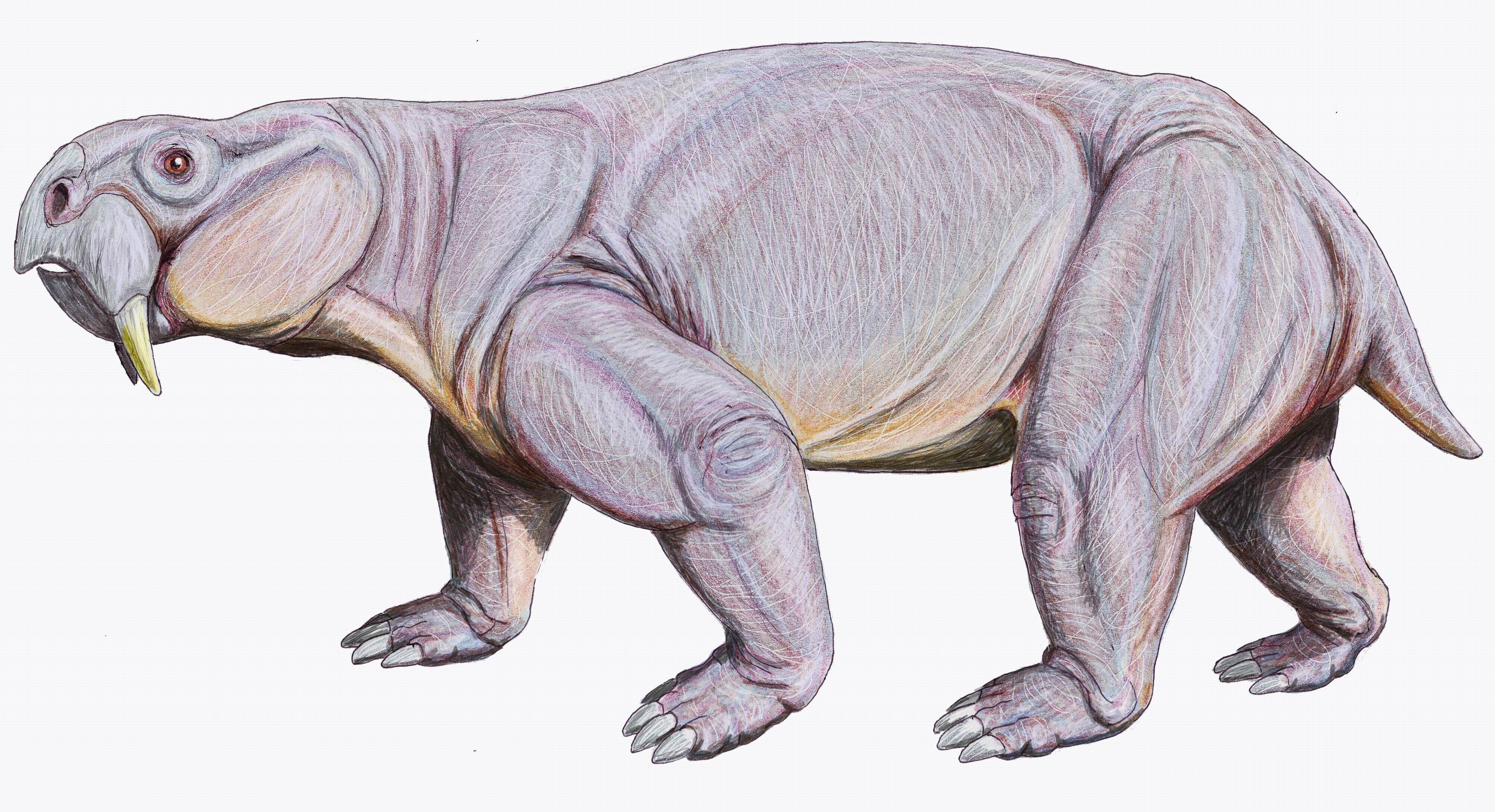
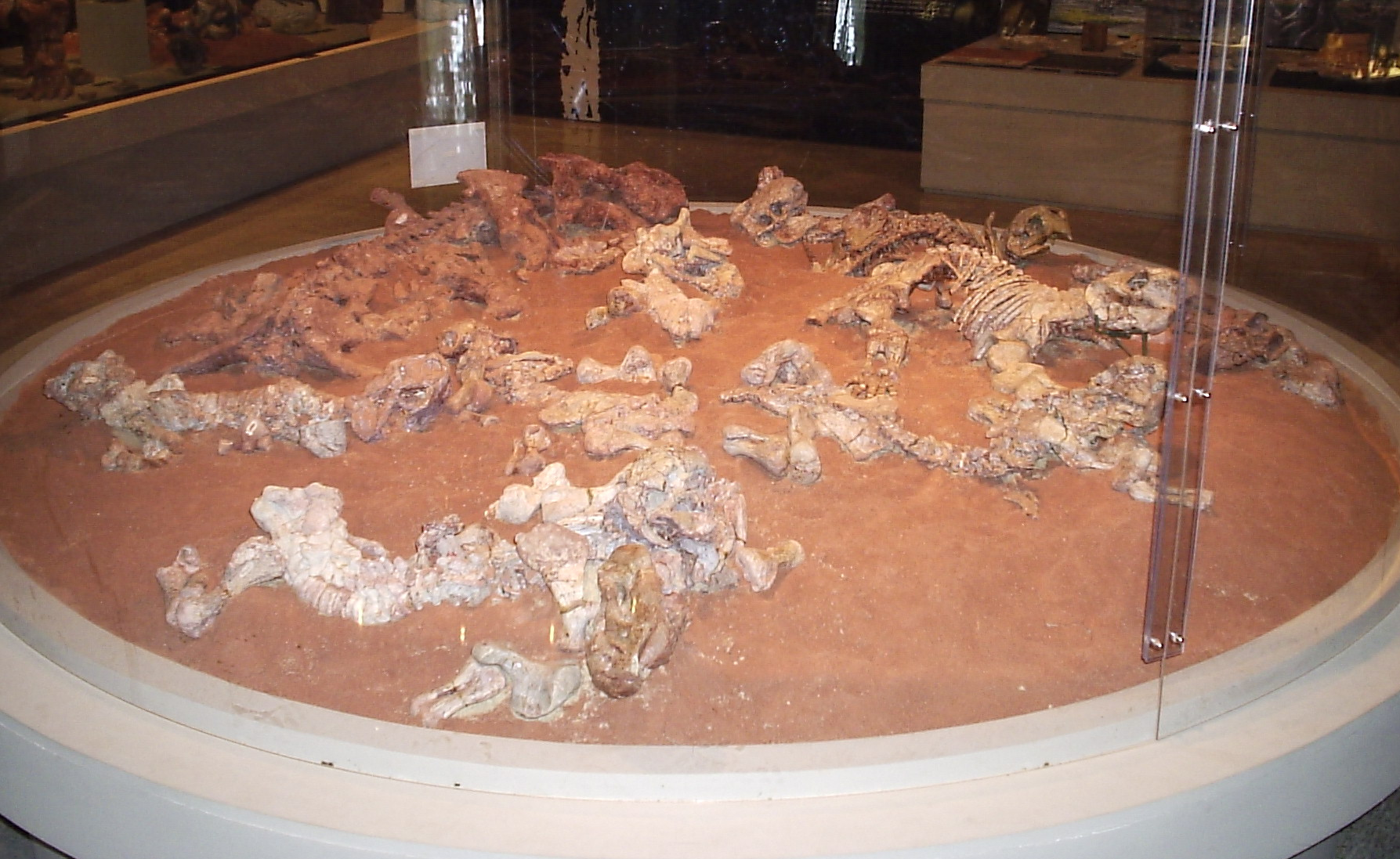